# Bielsteinhöhlengebiet bei Rübeland
Koordinaten: 51° 45′ 11″ N, 10° 50′ 9″ O
Das Bielsteinhöhlengebiet bei Rübeland ist ein Naturschutzgebiet in der Stadt Oberharz am Brocken im Landkreis Harz in Sachsen-Anhalt.
Das Naturschutzgebiet mit dem Kennzeichen NSG 0389 ist rund 34 Hektar groß. Ein Teil des Naturschutzgebietes ist gleichzeitig als FFH-Gebiet ausgewiesen. Das Naturschutzgebiet ist teilweise vom Landschaftsschutzgebiet „Harz und Vorländer“ umgeben. Es steht seit 2012 unter Schutz (Datum der Verordnung: 16. Juli 2012). Zuständige untere Naturschutzbehörde ist der Landkreis Harz.
Das Naturschutzgebiet liegt südöstlich von Elbingerode (Harz) im Naturpark Harz/Sachsen-Anhalt. Es stellt den Bielstein mit seinen Plateauflächen und seinen teilweise steil zur Bode abfallenden Hängen sowie einen strukturreichen Abschnitt der Bodehänge bis zum südlich des Bielstein liegenden Tiefenbachskopf unter Schutz. Die Hänge des Bielsteins sind verkarstet. Hier befinden sich die Kameruner und die Bielshöhle sowie mehrere kleinere Höhlen. Die Hänge des Bielsteins sind teils offen, teils bewaldet mit einem Mosaik aus Kalkfelsfluren, Halbtrockenrasen, Grünland und verschiedenen Waldgesellschaften. Die in das Naturschutzgebiet einbezogenen Hänge des Tiefenbachkopfes werden aus einem Mosaik aus Hangmischwäldern, Halbtrockenrasen, Felsformationen und Blockschutthalden geprägt. An den Schieferwänden des Tiefenbachkopfes tritt kalkhaltiges Quellwasser aus.
Die Höhlen des Bielsteins haben eine besondere Bedeutung als Schwärm-, Winter- und Zwischenquartier für verschiedene Fledermäuse, darunter Bechsteinfledermaus und Großes Mausohr, Wasserfledermaus, Große und Kleine Bartfledermaus, Fransenfledermaus, Braunes Langohr, Breitflügelfledermaus, Nordfledermaus und Zwergfledermaus sowie weitere höhlenspezifische Tierarten. Ferner leben im Naturschutzgebiet Wildkatze, Haselmaus, Uhu, Neuntöter, Braun- und Schwarzkehlchen. Die Höhlen sind aufgrund ihrer Größe und Formenvielfalt auch geologisch bedeutsam.
Bemerkenswert sind Vorkommen mehrerer seltener Pflanzen wie Rasensteinbrech, Kugelige Teufelskralle, Heilwurz und Vorkommen von Moosarten, die in Sachsen-Anhalt teilweise nur hier vorkommen. Auch seltene Farne kommen hier vor.